# Desperate Measures (Hollywood Undead)
Desperate Measures è un album dal vivo/DVD del gruppo musicale rap rock statunitense Hollywood Undead, pubblicato nel 2009.

## Tracce
CD
1. Dove and Grenade – 2:54
2. Tear It Up – 3:14
3. Shout at the Devil (Mötley Crüe cover) – 3:20
4. Immigrant Song (Led Zeppelin cover) – 2:40
5. Energy (Operation Ivy cover) – 2:44
6. El Urgencia – 3:44
7. Everywhere I Go (Castle Renholdër Mix) – 3:30
8. Undead (Live) – 4:48
9. Sell Your Soul (Live) – 3:23
10. California (Live) – 3:20
11. Black Dahlia (Live) – 3:55
12. Everywhere I Go (Live) – 3:44
13. No. 5 (Live) – 3:29

DVD
1. Intro/Undead
2. Sell Your Soul
3. Faking the Folk
4. Bottle and a Gun
5. What's in a Name
6. California
7. First Time
8. No Other Place
9. City
10. Favorite
11. Paradise Lost
12. Black Dahlia
13. Young
14. I Think I Just Puked My Soul Out
15. Everywhere I Go
16. Lovin' Da Kurlzz
17. No. 5

## Formazione
Gruppo
- Charlie Scene - voce, chitarra
- Da Kurlzz - batteria, percussioni, voce
- Deuce - voce, basso
- Funny Man - voce
- J-Dog - voce, chitarra, tastiere, synth
- Johnny 3 Tears - voce